# Sex Rouge, Vaud
Sex Rouge är en bergstopp i Schweiz. Den ligger i distriktet Aigle och kantonen Vaud, i den sydvästra delen av landet, 70 km söder om huvudstaden Bern. Toppen på Sex Rouge är 2 971 meter över havet. Sex Rouge ingår i bergsmassivet Les Diablerets.